# Liste de serveurs de mail

## SMTP
- Apache James
- Atmail
- Axigen
- BlueMind
- Calexium MailFountain
- Citadel
- ContactOffice
- Courier
- EVO Mail Server
- Exim
- GroupWise
- Haraka
- IBM Lotus Domino
- Kerio MailServer
- MailEnable Mail Server
- MailFountain
- Mailtraq
- Mdaemon
- Merak Mail Server
- Mercury Mail Transport System
- Microsoft Exchange Server
- MMDF
- NetMail
- OpenSMTPD
- Postfix
- qmail
- Scalix
- Sendmail
- Sun Java System Messaging Server (Communications Suite)
- WinGate
- WorkgroupMail
- XMail
- Zimbra
- ZMailer
- ssmtp

## POP/IMAP
- Apache James
- Axigen
- Binc IMAP - utilise le format Maildir
- Bluebottle
- BlueMind
- Calexium MailFountain
- Citadel - utilise une base de données pour enregistrer les mails
- ContactOffice
- Courier Mail Server - utilise le format Maildir
- Cyrus IMAP serveur
- Dovecot
- EVO Mail Server
- GroupWise - Multi-platform
- Meldware Communication Server
- Kerio MailServer
- Lotus Domino IMAP4 Server
- MailEnable Mail Server
- MailFountain
- Mailtraq
- Mdaemon
- Merak Mail serveur
- Mercury Mail Transport System
- Microsoft Exchange Server
- Microsoft Windows Service POP3
- NetMail
- Sun Java System Messaging Server
- UW IMAP - utilise le format mbox
- WinGate
- WorkgroupMail
- Zimbra

## Anti-spam
- Altospam
- ASSP
- Bayesian filters
- Bogofilter
- Calexium MailFountain
- DSPAM
- E-securemail
- EVO Mail Server
- Hexamail Guard
- maildrop
- Mailtraq
- Mdaemon
- Mutt
- OutClock
- Procmail
- SpamAssassin
- SpamBayes
- Spamihilator
- WinGate
- WorkgroupMail
- Vipul's Razor
- VadeRetro

## Comparaison des serveurs de courrier
| Serveur de courrier                  | Système d'exploitation | Système d'exploitation | Système d'exploitation | Fonctionnalité | Fonctionnalité | Fonctionnalité | Fonctionnalité | Fonctionnalité | Fonctionnalité | Fonctionnalité | Sauvegarde      | Sauvegarde          | Sauvegarde | Licence                                                         |
| Serveur de courrier                  | Linux/Unix             | Windows                | Mac OS X               | SMTP           | POP3           | IMAP           | SMTP sur TLS   | POP sur TLS    | SSL            | Webmail        | Base de données | Système de fichiers | Oui        | Licence                                                         |
| ------------------------------------ | ---------------------- | ---------------------- | ---------------------- | -------------- | -------------- | -------------- | -------------- | -------------- | -------------- | -------------- | --------------- | ------------------- | ---------- | --------------------------------------------------------------- |
| Apache James                         | Oui                    | Oui                    | Oui                    | Oui            | Oui            | Oui            | Oui            | ?              | Non            | Non            | Oui             | Oui                 | Non        | Open Source/ASLv2                                               |
| BlueMind                             | Oui                    | Oui                    | Oui                    | Oui            | Oui            | Oui            | Oui            | Oui            | Oui            | Oui            | Oui             | Oui                 | Oui        | Open Source / AGPL v3                                           |
| ContactOffice                        | Oui                    | Oui                    | Non                    | Oui            | Oui            | Oui            | Oui            | Oui            | Oui            | Oui            | Oui             | Oui                 | Non        | Propriétaire                                                    |
| Courier Mail Server                  | Oui                    | Non                    | Oui                    | Oui            | Oui            | Oui            | Oui            | Oui            | Oui            | Oui            | Oui             | Oui                 | Non        | Open Source                                                     |
| EVO Mail Server                      | Non                    | Oui                    | Non                    | Oui            | Oui            | Oui            | Oui            | Oui            | Oui            | Oui            | Non             | Non                 | Oui        | Propriétaire                                                    |
| Exim                                 | Oui                    | Non                    | Oui                    | Oui            | Non            | Non            | Oui            | Non            | Oui            | Non            | Non             | Oui                 | Non        | Open Source                                                     |
| GroupWise                            | Oui                    | Oui                    | Non                    | Oui            | Oui            | Oui            | Oui            | Oui            | Oui            | Oui            | Oui             | Non                 | Non        | Propriétaire                                                    |
| IBM Lotus Domino                     | Oui                    | Oui                    | Non                    | Oui            | Oui            | Oui            | Oui            | Oui            | Oui            | Oui            | Oui             | Non                 | Non        | Propriétaire                                                    |
| Meldware Mail Server                 | Oui                    | Oui                    | Oui                    | Oui            | Oui            | Oui            | Oui            | Oui            | Oui            | Oui            | Oui             | Oui                 | Non        | Open Source/LGPL                                                |
| Kerio MailServer                     | Oui                    | Oui                    | Oui                    | Oui            | Oui            | Oui            | Oui            | Oui            | Oui            | Oui            | Non             | Oui                 | Non        | Propriétaire                                                    |
| Mailtraq                             | Non                    | Oui                    | Non                    | Oui            | Oui            | Oui            | Oui            | Oui            | Oui            | Oui            | Oui             | Oui                 | Non        | Propriétaire                                                    |
| MDaemon                              | Non                    | Oui                    | Non                    | Oui            | Oui            | Oui            | Oui            | Oui            | Oui            | Oui            | Non             | Oui                 | Non        | Propriétaire software                                           |
| Merak Mail Server                    | Oui                    | Oui                    | Non                    | Oui            | Oui            | Oui            | Oui            | Oui            | Oui            | Oui            | Oui             | Oui                 | Oui        | Propriétaire                                                    |
| Microsoft Exchange                   | Non                    | Oui                    | Non                    | Oui            | Oui            | Oui            | Oui            | Oui            | Oui            | Oui            | Oui             | Non                 | Non        | Propriétaire                                                    |
| NetMail                              | Oui                    | Oui                    | Non                    | Oui            | Oui            | Oui            | Oui            | Oui            | Oui            | Oui            | Oui             | Non                 | Non        | Propriétaire                                                    |
| Postfix                              | Oui                    | Non                    | Oui                    | Oui            | Non            | Non            | Oui            | Non            | Oui            | Non            | Oui             | Oui                 | Non        | Open Source/IBM Public License                                  |
| Qmail                                | Oui                    | Non                    | Oui                    | Oui            | Oui            | Non            | Oui            | Non            | Oui            | Non            | Non             | Oui                 | Non        | Open Source (netqmail seulement. Qmail est libre d'utilisation) |
| SUN Java System Communications Suite | Oui                    | Oui                    | Non                    | Oui            | Oui            | Oui            | Oui            | Oui            | Oui            | Oui            | Non             | Oui                 | Non        | Propriétaire                                                    |
| WinGate                              | Non                    | Oui                    | Non                    | Oui            | Oui            | Oui            | Oui            | Oui            | Oui            | Oui            | Non             | Oui                 | Non        | Propriétaire                                                    |
| WorkgroupMail                        | Non                    | Oui                    | Non                    | Oui            | Oui            | Oui            | Non            | Non            | Oui            | Oui            | Oui             | Non                 | Non        | Propriétaire                                                    |
| Zimbra                               | Oui                    | Non                    | Oui                    | Oui            | Oui            | Oui            | Oui            | ?              | Oui            | Ajax           | Non             | Oui                 | Non        | Open Source/Propriétaire                                        |

| Serveur de courrier              | Login     | Login          | Login | Authentification    | Authentification | Authentification | Authentification                                                |
| Serveur de courrier              | SMTP AUTH | POP avant SMTP | APOP  | Système de fichiers | DB               | LDAP             | Autre                                                           |
| -------------------------------- | --------- | -------------- | ----- | ------------------- | ---------------- | ---------------- | --------------------------------------------------------------- |
| BlueMind                         | Oui       | Non            | Non   | Oui                 | Oui              | Oui              | Domaine ActiveDirectory CAS Kerberos                            |
| ContactOffice                    | Oui       | Non            | Oui   | Oui                 | Oui              | Oui              | eID                                                             |
| Courier Mail Server              | Oui       | Oui            | Oui   | Oui                 | Oui              | Oui              | ?                                                               |
| EVO Mail Server                  | Oui       | Oui            | Oui   | Non                 | Non              | Oui              | CRAM-MD5, Active Directory, Certificate Token, Open LDAP, Plain |
| GroupWise                        | Oui       | Oui            | Oui   | Oui                 | Oui              | Oui              | eDirectory, Any LDAPv3-compliant source                         |
| Kerio MailServer                 | Oui       | Oui            | Oui   | Oui                 | Non              | Oui              | Active Directory, Apple Open Directory, ActiveSync              |
| NetMail                          | Oui       | Oui            | Oui   | Oui                 | Oui              | Oui              | eDirectory, LDAP                                                |
| Apache James                     | Oui       | ?              | ?     | ?                   | Oui              | Oui              | ?                                                               |
| Mailtraq                         | Oui       | Oui            | Oui   | Oui                 | Oui              | Oui              | Active Directory                                                |
| MDaemon                          | Oui       | Oui            | Oui   | Oui                 | Oui              | Oui              | Active Directory                                                |
| Meldware Mail Server             | Oui       | Non            | Oui   | Oui                 | Oui              | Oui              | ?                                                               |
| Merak Mail Server                | Oui       | Oui            | Oui   | Oui                 | Oui              | Oui              | Domaine NT, Active Directory                                    |
| Microsoft Exchange               | Oui       | ?              | Oui   | Non                 | Non              | Oui              | Active Directory                                                |
| Postfix                          | Oui       | ?              | Oui   | Oui                 | Oui              | Oui              | ?                                                               |
| SUN Java System Messaging Server | Oui       | Oui            | Oui   | Non                 | Non              | Oui              | LDAP                                                            |
| WinGate                          | Oui       | Oui            | Oui   | Oui                 | Oui              | Non              | Domaine NT, Active Directory, CRAM-MD5, SASL PLAIN, SASL LOGIN  |
| WorkgroupMail                    | Oui       | Non            | Non   | Non                 | Oui              | Oui              | Domaine NT, Active Directory                                    |
| Zimbra                           | Oui       | ?              | Oui   | Oui                 | Oui              | Oui              | ?                                                               |